# Milford (Illinois)
Milford és una població dels Estats Units a l'estat d'Illinois. Segons el cens del 2000 tenia 1.369 habitants.

## Demografia
Segons el cens del 2000, Milford tenia 1.369 habitants, 616 habitatges, i 391 famílies. La densitat de població era de 839 habitants/km².
Dels 616 habitatges en un 24,7% hi vivien nens de menys de 18 anys, en un 52,6% hi vivien parelles casades, en un 7,8% dones solteres, i en un 36,4% no eren unitats familiars. En el 32,3% dels habitatges hi vivien persones soles el 16,7% de les quals corresponia a persones de 65 anys o més que vivien soles. El nombre mitjà de persones vivint en cada habitatge era de 2,22 i el nombre mitjà de persones que vivien en cada família era de 2,81.
Per edats la població es repartia de la següent manera: un 20,4% tenia menys de 18 anys, un 7,5% entre 18 i 24, un 25,8% entre 25 i 44, un 23,6% de 45 a 60 i un 22,7% 65 anys o més.
L'edat mediana era de 43 anys. Per cada 100 dones de 18 o més anys hi havia 92,9 homes.
La renda mediana per habitatge era de 30.109 $ i la renda mediana per família de 40.750 $. Els homes tenien una renda mediana de 29.583 $ mentre que les dones 19.453 $. La renda per capita de la població era de 19.078 $. Aproximadament el 4,1% de les famílies i el 7,2% de la població estaven per davall del llindar de pobresa.

## Poblacions més properes
El següent diagrama mostra les poblacions més properes.